# Nicó Percó
Nicó Percó (Nicon Percon, Níkon Νίκων) fou un dirigent de la ciutat de Tàrent.
Nicó i Filómen van entregar la ciutat de Tàrent a Hanníbal durant la Segona Guerra Púnica (212 aC) encapçalant un grup de trenta joves nobles de la ciutat. Quan Hanníbal era prop de Tarent, Nicó i Filómen i uns pocs fiats van sortir de Tarent per trobar-lo, fent com si anèssin de caça. Li explicaven l'estat d'espèrit des tarentins i llurs multiples queixes sobre els romans. Hanníbal va alliberar uns caps de bestiar de les seves provisions i va deixar que Nicó i Filómen l'empenyessin en direcció de la ciutat. El ciutadans es van alegrar de l'èxit de la caça i de l'expedició al camp enemic sense sospitar que fos una trampa. Després d'un segona trobada amb Hanníbal van concloure un pacte d'associació segons el qual el púnics no recaptarien imposts, protegirian els privilegis i respectarien el govern de la ciutat. En bescanvi podien pillardejar les cases dels romans i instal·lar un guarnició per protegir Tàrent contra els romans. Una nit que el governador romà Marc Livi donava una festa els opositors a l'ocupació romana van actuar, i Nicó va deixar entrar un cos de forces cartagineses per una de les portes mentre Filómen s'apoderava d'un altra porta per on va introduir un miler d'africans seleccionats. Els romans foren agafats per sorpresa i els invasors es van apoderar ràpidament de la ciutat sense oposició; els romans es van refugiar a la ciutadella que fou bloquejada pels cartaginesos i tarentins.
El 210 aC una flota romana amb vint vaixells dirigits per Dècim Quinti, que anava en ajut dels assetjats, va xocar amb la flota tarentina dirigida per Demòcrates i es va lliurar una batalla naval en la qual Nicó es va distingir assaltant la nau del comandant romà i va matar Quint amb una llança, el que va decidir la batalla a favor de Tàrent.
El 209 aC els romans van sorprendre la ciutat i Nicó va morir valentament en la lluita al fòrum de la ciutat.